# Jorge Calandrelli

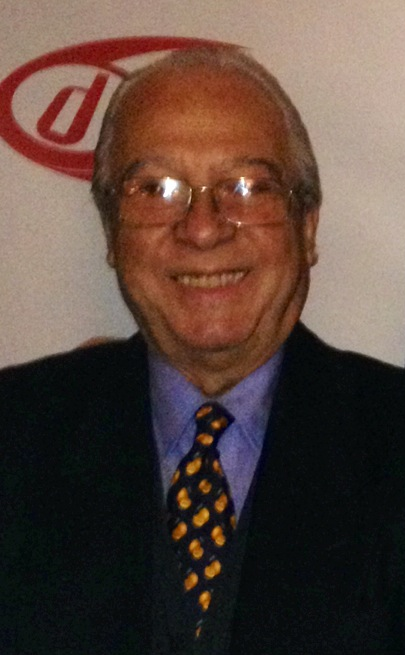
Jorge Calandrelli (2014)

Jorge Calandrelli (* 31. Dezember 1939 in Buenos Aires) ist ein argentinischer Komponist, Arrangeur, Pianist, Dirigent und Musikproduzent, der 1986 mit dem Filmdrama Die Farbe Lila und 2001 mit dem Fantasyfilm Tiger and Dragon für einen Oscar nominiert wurde.

## Leben
Geboren wurde Jorge Calandrelli, als jüngstes von sechs Kindern, am Silvestertag 1939 in Buenos Aires. Sein Vater Matias Calandrelli, ein hervorragender Schachspieler, war Arzt, Präsident des argentinischen Chess Clubs und in seiner Funktion als Arzt Oberstleutnant in der argentinischen Armee. Seine Mutter Nieves Solá Calandrelli, die Tochter des Politikers E. Solá, war Pianistin im klassischen Bereich und Mitglied des Jockey Clubs in Argentinien. Verschiedene Tourneen führten Calandrelli mit seinem Quintett durch Europa, bevor er nach Buenos Aires zurückkehrte, um als Pianist mit seinem Jazz-Trio große Künstler sowohl bei der Organisation als auch bei der Durchführung ihrer Tourneen und Verhandlungen mit Plattenfirmen zu unterstützen. Mit Guillermo Iscla führte er prägende Selbststudien inklusive Klavierspiel durch, Tonsätze mit dem Komponisten Carlos Guastavino, Kompositionen mit dem Komponisten Roberto García Morillo und adaptierte Harmonien mit Jacobo Ficher. Meisterkurse in zeitgenössischer Komposition gab er zusammen mit dem Komponisten Gerardo Gandini.
Bevor Calandrelli 1978 in die USA umzog, war er in Argentinien und Europa als Pianist, Arrangeur und Dirigent tätig. Sein  Arbeitsfeld erstreckt sich auf die Bereiche Pop, Jazz, lateinamerikanische Musik und die klassische Musik. Calandrelli komponierte, arrangierte oder produzierte unter anderem für folgende Künstler: Tony Bennett, Céline Dion, Roberto Carlos,  Barbra Streisand, Julio Iglesias, Amy Winehouse, Andrea Bocelli, Josh Groban, Michael Bublé, Diana Krall, Kenny G, Elton John, Paul McCartney, k.d. lang, George Michael, Billy Joel, Queen Latifah, Mariah Carey, Aretha Franklin, Sting und Barry Manilow, Ricky Martin, Jennifer Lopez, Crowded House, Enrique Iglesias, Yo-Yo Ma, David Foster, Gloria Estefan, Jon Secada, Plácido Domingo, James Taylor, Paul Anka, Stevie Wonder, Gino Vannelli, Madonna, Marc Anthony, Neil Diamond, Bette Midler, Whitney Houston, Boston Symphony Orchestra, Vanessa Lynn Williams, Carrie Underwood, John Legend, Dixie Chicks und Elvis Costello.
Barbra Streisand äußerte in einem Interview, dass Calandrelli definitiv zu einer auserwählten Gruppe von Arrangeuren gehöre. Tony Bennett bedankte sich bei Calandrelli für die langjährige Zusammenarbeit und die vielen schönen Arrangements. Johnny Mandel bekundete, einer seiner größten Bewunderer zu sein. Phil Ramone lobte seine Empfindsamkeit und Wärme und meinte, er sei einer der besten. Céline Dion sprach von einem Musiker der Extraklasse.
1985 schrieb Calandrelli das Concerto for Jazz Clarinet and Orchestra, ein Konzert in drei Sätzen (Allegro, Adagio und Presto) für Jazzklarinette und Orchester, das angelehnt ist an die Komponisten Strawinski und Bartók. Für dieses Werk wurde er 1986 mit dem Wavedon All Music Award als Musikkomponist des Jahres ausgezeichnet. Calandrelli war 27 Mal für den Grammy Award nominiert. Außer an den oscarnominierten beiden Filmen war er auch an der Orchestrierung für Shining (1980) und Tron (1982) beteiligt. Zusammen mit seinem Mitarbeiter, dem Komponisten Ettore Stratta, komponierte Calandrelli lateinamerikanische Musik (Bolero, Bossa Nova, Tango). Zu seinen weiteren Arbeiten gehört eine Sammlung von Klavierstücken in Zusammenarbeit mit der Pianistin Sonya Belousova sowie ein Klavierkonzert Diptychon für Klavier und Orchester.

## Filmografie (Auswahl)
- 1980: Shining (The Shining)
- 1982: Tron
- 1985: Die Farbe Lila (The Color Purple)
- 1986: Basil, der große Mäusedetektiv (The Great Mouse Detective)
- 2000: Tiger and Dragon (Wòhǔ Cánglóng)
- 2003: Barbra Streisand: The Movie Album (Musikvideo)
- 2006: Tony Bennett: An American Classic (Fernsehspecial)
- 2007, 2014: Great Performances (zwei Episoden)
- 2009: Chris Botti in Boston (Fernsehfilm)

## Soundtrack/Komponist
- 1976: Sola
- 1987: Beverly Hills Boys Club (Billionaire Boys Club, 2-teiliger Fernsehfilm)
- 1988: Die Gerechten (Fernsehfilm)
- 1988: I’ll Be Home for Christmas (Fernsehfilm)
- 2000: Tiger and Dragon (Song A Love Before Time)
- 2000: Our Favorite Things: Christmas in Vienna (Fernsehspecial, Music Through the Eyes of a Child)
- 2001: The 73rd Annual Academy Awards (Fernsehspecial, song A Love Before Time)
- 2010: Das A-Team – Der Film (Music Trio Para Enamorados (Trio for Lovers))
- 2014: Great Performances (eine Episode)

## Produzierte Alben (Auswahl)
- 2000: Sony Classical: Christmas in Vienna mit Tony Bennett, Charlotte Church, Plácido Domingo, Vannessa Williams
- 2000: Sony Classical and others: A Love Before Time, Crouching Tiger/Hidden Dragon (Soundtrack Album)
- 2000: Sony Classical Sings Gardel mit Marcelo Álvarez
- 2002: Warner Classics Boleros mit José Cura
- 2003: Sony Classical Obrigado Brazil mit Yo-Yo Ma
- 2004: Decca Records My Heart mit Sissel
- 2004: Sony Classical Amorosa mit Rosa Passos
- 2005: Columbia Isn’t It Romantic mit Johnny Mathis
- 2007: Concord Records Surrender mit Jane Monheit
- 2007: Concord Records Love Letters from Ella mit Ella Fitzgerald
- 2009: Deutsche Grammophon Amore Infinito mit Plácido Domingo
- 2011: Concord Records A Time for Love mit Arturo Sandoval

## Auszeichnungen (Auswahl)
- Oscarverleihung 1986 Nominierung für den Oscar zusammen mit Quincy Jones, Jeremy Lubbock, Rod Temperton, Caiphus Semenya, Andraé Crouch, Chris Boardman, Joel Rosenbaum, Fred Steiner, Jack Hayes, Jerry Hey und Randy Kerber in der Kategorie „Beste Filmmusik (Original Score)“ für das Filmdrama Die Farbe Lila (The Color Purple) mit Danny Glover und Whoopi Goldberg in den Hauptrollen. Der Oscar ging an John Barry und die Literaturverfilmung Jenseits von Afrika (Out of Africa).
- 1987: Gewinner des ASCAP Film and Television Music Awards  mit Die Farbe Lila
- Grammy Awards 1999: „Bestes klassisches Crossover-Album“ (Best Classical Crossover Album) Sieger: Soul Of The Tango – The Music Of Astor Piazzolla von Yo-Yo Ma unter Leitung von Jorge Calandrelli
- Oscarverleihung 2001 Nominierung für den Oscar zusammen mit Tan Dun und James Schamus mit dem Lied A Love Before Time aus dem Fantasyfilm Tiger and Dragon (Wo hu cang long) von Ang Lee. Der Oscar ging an Bob Dylan und den Song Things Have Changed aus dem Soundtrack der Tragikomödie Die WonderBoys.
- Grammy Awards 2004: „Bestes klassisches Crossover-Album“ (Best Classical Crossover Album) Sieger: Obrigado Brazil von Yo-Yo Ma unter Leitung von Jorge Calandrelli
- Grammy Awards 2008: „Bestes Instrumentalarrangement mit Gesangsbegleitung“ (Best Instrumental Arrangement Accompanying Vocalist(s)): Nominiert: Cry Me A River von Ella Fitzgerald und Jorge Calandrelli (Arrangement: Jorge Calandrelli)
- Grammy Awards 2012: „Bestes Instrumentalarrangement mit Gesangsbegleitung“ (Best Instrumental Arrangement Accompanying Vocalist(s)) Sieger: Who Can I Turn To (When Nobody Needs Me) von Tony Bennett & Queen Latifah (Arrangeur: Jorge Calandrelli)
- Calandrelli und Gregg Field wurden mit dem Latin Grammy als Produzenten des Jahres für ihre Arbeit an dem Album A Time for Love des kubanischen Trompeters Arturo Sandoval ausgezeichnet.
- Weitere Preise und Nominierungen siehe Awards & Nominations Jorge Calandrelli